# Roth (Rhein-Hunsrück-Kreis)

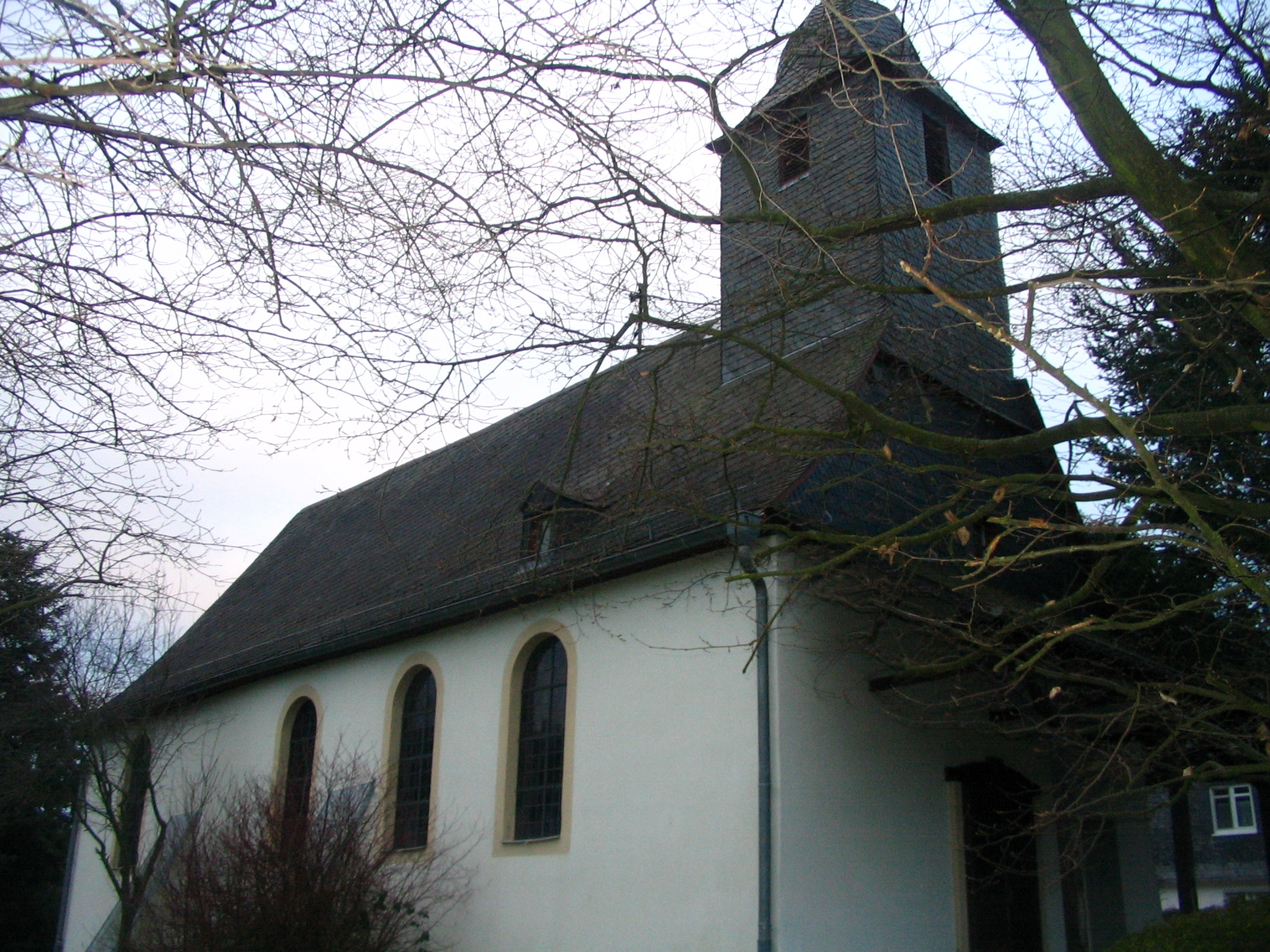
Kapelle

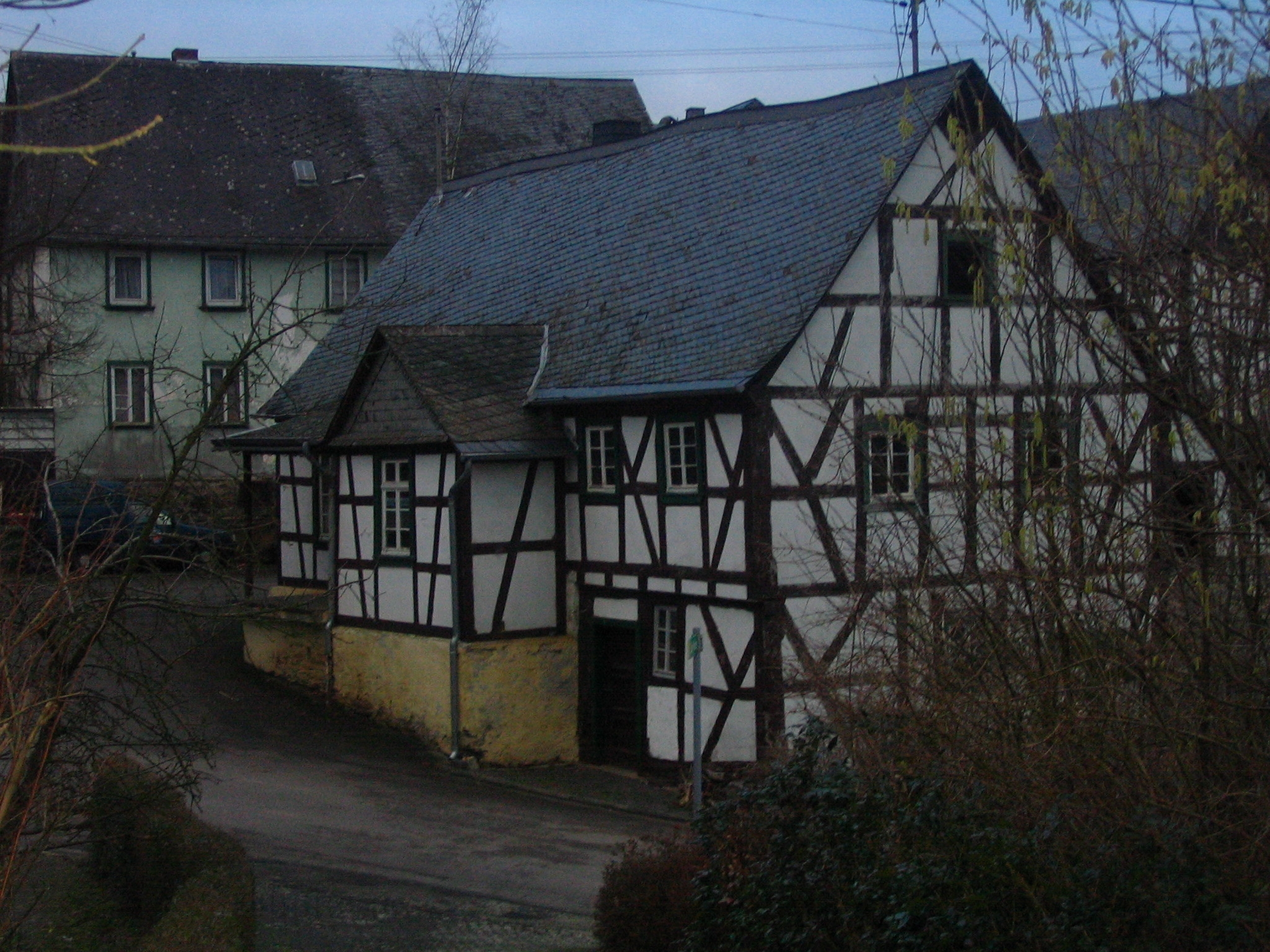
Ehemaliges Raiffeisenlager

Roth ist eine Ortsgemeinde in der Mittelgebirgslandschaft des Hunsrücks im Rhein-Hunsrück-Kreis in Rheinland-Pfalz. Sie gehört der Verbandsgemeinde Kastellaun an.

## Geographie

### Nachbargemeinden
- Kastellaun
- Uhler
- Gödenroth
- Beltheim

## Geschichte
Der Ort gehörte im Mittelalter zur Vorderen Grafschaft Sponheim. Um das Jahr 1310, nach neueren Erkenntnissen des Landeshauptarchiv Koblenz wohl 1330–1335, wird der Ort unter dem Namen Roda im Sponheimischen Gefälleregister der Grafschaft Sponheim erwähnt.
1417 gelangte der Ort mit dem Amt Kastellaun zur Hinteren Grafschaft.

## Kirche
Seit dem 1. Januar 2019 gehört Roth zur evangelischen Kirchengemeinde Zehn Türme. Diese bildete sich aus der Fusion der bis dahin selbstständigen Kirchengemeinden Bell-Leideneck-Uhler, Riegenroth, Gödenroth-Heyweiler-Roth und Horn-Laubach-Bubach.

## Politik

### Bürgermeister
Seit 2014 ist Thomas Walber Ortsbürgermeister von Roth. Er löste Michael Freiß ab, der dieses Amt seit 2007 innehatte. Bei der Kommunalwahl am 26. Mai 2019 wurde Thomas Walber in seinem Amt bestätigt.
Er wurde im Juni 2024 wiedergewählt.

## Verkehr
Roth liegt 800 m von der Hunsrückhöhenstraße (Bundesstraße 327) entfernt.